# Japan Open Tennis Championships 2001 - Qualificazioni singolare
Le qualificazioni del singolare  del Japan Open Tennis Championships 2001 sono state un torneo di tennis preliminare per accedere alla fase finale della manifestazione. I vincitori dell'ultimo turno sono entrati di diritto nel tabellone principale. In caso di ritiro di uno o più giocatori aventi diritto a questi sono subentrati i lucky loser, ossia i giocatori che hanno perso nell'ultimo turno ma che avevano una classifica più alta rispetto agli altri partecipanti che avevano comunque perso nel turno finale.
Le qualificazioni del torneo Japan Open Tennis Championships  2001 prevedevano 28 partecipanti di cui 7 sono entrati nel tabellone principale.

## Teste di serie
1. Noam Behr (Qualificato)
2. Justin Gimelstob (ultimo turno)
3. Todd Woodbridge (ultimo turno)
4. Assente
5. Danai Udomchoke (Qualificato)
6. Michihisa Onoda (Qualificato)
7. Radim Žitko (Qualificato)

1. Michael Berrer (ultimo turno)
2. Daniel Vacek (Qualificato)
3. Satoshi Iwabuchi (Qualificato)
4. Jakub Hasek (primo turno)
5. Jim Thomas (primo turno)
6. Toshihide Matsui (ultimo turno)
7. Scott Humphries (primo turno)

## Qualificati
1. Noam Behr
2. Daniel Vacek
3. Satoshi Iwabuchi
4. Jim Thomas

1. Danai Udomchoke
2. Michihisa Onoda
3. Radim Žitko

## Tabellone

### Legenda
| - Q = Qualificato - WC = Wild card - LL = Lucky loser | - ALT = Alternate - SE = Special Exempt - PR = Protected Ranking | - w/o = Walkover - r = Ritirato - d = Squalificato |

### Sezione 1
|  | Primo turno | Primo turno    | Primo turno    | Primo turno | Primo turno |  |  | Ultimo turno | Ultimo turno   | Ultimo turno   | Ultimo turno | Ultimo turno |  |
|  |             |                |                |             |             |  |  |              |                |                |              |              |  |
|  | 1           | Noam Behr      | Noam Behr      | 6           | 6           |  |  |              |                |                |              |              |  |
|  |             | Tim Crichton   | Tim Crichton   | 1           | 2           |  |  | 1            | Noam Behr      | Noam Behr      | 6            | 6            |  |
|  | 8           | Michael Berrer | Michael Berrer | 6           | 6           |  |  | 8            | Michael Berrer | Michael Berrer | 1            | 3            |  |
|  |             | Toshiaki Sakai | Toshiaki Sakai | 2           | 1           |  |  |              |                |                |              |              |  |

### Sezione 2
|  | Primo turno | Primo turno      | Primo turno      | Primo turno | Primo turno |  |  | Ultimo turno | Ultimo turno     | Ultimo turno     | Ultimo turno | Ultimo turno |  |
|  |             |                  |                  |             |             |  |  |              |                  |                  |              |              |  |
|  | 2           | Justin Gimelstob | Justin Gimelstob | 7           | 2           |  |  |              |                  |                  |              |              |  |
|  |             | Sander Groen     | Sander Groen     | 65          | 0r          |  |  | 2            | Justin Gimelstob | Justin Gimelstob | 1            | 1            |  |
|  | 9           | Daniel Vacek     | Daniel Vacek     | 6           | 6           |  |  | 9            | Daniel Vacek     | Daniel Vacek     | 6            | 6            |  |
|  |             | Gō Soeda         | Gō Soeda         | 3           | 3           |  |  |              |                  |                  |              |              |  |

### Sezione 3
|  | Primo turno | Primo turno      | Primo turno      | Primo turno | Primo turno |  |  | Ultimo turno | Ultimo turno     | Ultimo turno     | Ultimo turno     | Ultimo turno |  |
|  |             |                  |                  |             |             |  |  |              |                  |                  |                  |              |  |
|  | 3           | Todd Woodbridge  | Todd Woodbridge  | 6           | 6           |  |  |              |                  |                  |                  |              |  |
|  |             | Koji Motomura    | Koji Motomura    | 2           | 0           |  |  | 3            | Todd Woodbridge  | Todd Woodbridge  | Todd Woodbridge  | 3r           |  |
|  | 10          | Satoshi Iwabuchi | Satoshi Iwabuchi | 6           | 6           |  |  | 10           | Satoshi Iwabuchi | Satoshi Iwabuchi | Satoshi Iwabuchi | 6            |  |
|  |             | Atsuo Ogawa      | Atsuo Ogawa      | 3           | 1           |  |  |              |                  |                  |                  |              |  |

### Sezione 4
|  | Primo turno      | Primo turno      | Primo turno      | Primo turno | Primo turno |  |  | Ultimo turno     | Ultimo turno     | Ultimo turno     | Ultimo turno | Ultimo turno |  |
|  |                  |                  |                  |             |             |  |  |                  |                  |                  |              |              |  |
|  | Matthieu Amgwerd | Matthieu Amgwerd | Matthieu Amgwerd | 7           | 6           |  |  |                  |                  |                  |              |              |  |
|  | Yasuo Miyazaki   | Yasuo Miyazaki   | Yasuo Miyazaki   | 5           | 4           |  |  | Matthieu Amgwerd | Matthieu Amgwerd | Matthieu Amgwerd | 1            | 4            |  |
|  |                  | Jim Thomas       | Jim Thomas       | 6           | 6           |  |  | Jim Thomas       | Jim Thomas       | Jim Thomas       | 6            | 6            |  |
|  | 12               | Ashley Fisher    | Ashley Fisher    | 3           | 2           |  |  |                  |                  |                  |              |              |  |

### Sezione 5
|  | Primo turno | Primo turno        | Primo turno      | Primo turno      | Primo turno |  |  | Ultimo turno | Ultimo turno    | Ultimo turno    | Ultimo turno | Ultimo turno |  |
|  |             |                    |                  |                  |             |  |  |              |                 |                 |              |              |  |
|  | 5           | Danai Udomchoke    | Danai Udomchoke  | Danai Udomchoke  | 6           |  |  |              |                 |                 |              |              |  |
|  |             | Masashi Tokumaru   | Masashi Tokumaru | Masashi Tokumaru | 2r          |  |  | 5            | Danai Udomchoke | Danai Udomchoke | 6            | 3            |  |
|  |             | Jakub Hasek        | 6                | 68               | 6           |  |  |              | Jakub Hasek     | Jakub Hasek     | 0            | 3r           |  |
|  | 11          | Steven Randjelovic | 2                | 7                | 1           |  |  |              |                 |                 |              |              |  |

### Sezione 6
|  | Primo turno | Primo turno     | Primo turno     | Primo turno | Primo turno |  |  | Ultimo turno | Ultimo turno    | Ultimo turno | Ultimo turno | Ultimo turno |  |
|  |             |                 |                 |             |             |  |  |              |                 |              |              |              |  |
|  | 6           | Michihisa Onoda | Michihisa Onoda | 7           | 6           |  |  |              |                 |              |              |              |  |
|  |             | Kotaro Miyachi  | Kotaro Miyachi  | 5           | 4           |  |  | 6            | Michihisa Onoda | 7            | 65           | 6            |  |
|  |             | Scott Humphries | Scott Humphries | 6           | 6           |  |  |              | Scott Humphries | 65           | 7            | 3            |  |
|  | 14          | Joji Miyao      | Joji Miyao      | 4           | 1           |  |  |              |                 |              |              |              |  |

### Sezione 7
|  | Primo turno | Primo turno       | Primo turno      | Primo turno | Primo turno |  |  | Ultimo turno | Ultimo turno     | Ultimo turno     | Ultimo turno | Ultimo turno |  |
|  |             |                   |                  |             |             |  |  |              |                  |                  |              |              |  |
|  | 7           | Radim Žitko       | 6                | 1           | 6           |  |  |              |                  |                  |              |              |  |
|  |             | Masahide Sakamoto | 4                | 6           | 4           |  |  | 7            | Radim Žitko      | Radim Žitko      | 7            | 6            |  |
|  | 13          | Toshihide Matsui  | Toshihide Matsui | 6           | 6           |  |  | 13           | Toshihide Matsui | Toshihide Matsui | 6(1)         | 4            |  |
|  |             | Mitsuru Takada    | Mitsuru Takada   | 3           | 4           |  |  |              |                  |                  |              |              |  |